# Cselgáncs a 2015. évi nyári európai ifjúsági olimpiai fesztiválon
A 2015. évi nyári európai ifjúsági olimpiai fesztiválon a cselgáncsban 16 versenyszámot rendeztek. A cselgáncs versenyszámait július 28. és augusztus 1. között rendezték.

## Összesített éremtáblázat
| A 2015. évi nyári európai ifjúsági olimpiai fesztivál összesített éremtáblázata cselgáncsban | A 2015. évi nyári európai ifjúsági olimpiai fesztivál összesített éremtáblázata cselgáncsban | A 2015. évi nyári európai ifjúsági olimpiai fesztivál összesített éremtáblázata cselgáncsban | A 2015. évi nyári európai ifjúsági olimpiai fesztivál összesített éremtáblázata cselgáncsban | A 2015. évi nyári európai ifjúsági olimpiai fesztivál összesített éremtáblázata cselgáncsban | Olimpia  |
| -------------------------------------------------------------------------------------------- | -------------------------------------------------------------------------------------------- | -------------------------------------------------------------------------------------------- | -------------------------------------------------------------------------------------------- | -------------------------------------------------------------------------------------------- | -------- |
|                                                                                              | Ország                                                                                       | Arany                                                                                        | Ezüst                                                                                        | Bronz                                                                                        | Összesen |
| 1.                                                                                           | Olaszország                                                                                  | 5                                                                                            | 1                                                                                            | 2                                                                                            | 8        |
| 2.                                                                                           | Grúzia                                                                                       | 4                                                                                            | 0                                                                                            | 5                                                                                            | 9        |
| 3.                                                                                           | Azerbajdzsán                                                                                 | 2                                                                                            | 1                                                                                            | 2                                                                                            | 5        |
| 4.                                                                                           | Oroszország                                                                                  | 1                                                                                            | 2                                                                                            | 2                                                                                            | 5        |
| 5.                                                                                           | Szerbia                                                                                      | 1                                                                                            | 0                                                                                            | 1                                                                                            | 2        |
| 6.                                                                                           | Ausztria                                                                                     | 1                                                                                            | 0                                                                                            | 0                                                                                            | 1        |
|                                                                                              | Franciaország                                                                                | 1                                                                                            | 0                                                                                            | 0                                                                                            | 1        |
|                                                                                              | Moldova                                                                                      | 1                                                                                            | 0                                                                                            | 0                                                                                            | 1        |
| 9.                                                                                           | Ukrajna                                                                                      | 0                                                                                            | 3                                                                                            | 1                                                                                            | 4        |
| 10.                                                                                          | Hollandia                                                                                    | 0                                                                                            | 1                                                                                            | 5                                                                                            | 6        |
| 11.                                                                                          | Svájc                                                                                        | 0                                                                                            | 1                                                                                            | 1                                                                                            | 2        |
|                                                                                              | Szlovákia                                                                                    | 0                                                                                            | 1                                                                                            | 1                                                                                            | 2        |
| 13.                                                                                          | Izrael                                                                                       | 0                                                                                            | 1                                                                                            | 0                                                                                            | 1        |
|                                                                                              | Lengyelország                                                                                | 0                                                                                            | 1                                                                                            | 0                                                                                            | 1        |
|                                                                                              | Montenegró                                                                                   | 0                                                                                            | 1                                                                                            | 0                                                                                            | 1        |
|                                                                                              | Németország                                                                                  | 0                                                                                            | 1                                                                                            | 0                                                                                            | 1        |
|                                                                                              | Románia                                                                                      | 0                                                                                            | 1                                                                                            | 0                                                                                            | 1        |
|                                                                                              | Spanyolország                                                                                | 0                                                                                            | 1                                                                                            | 0                                                                                            | 1        |
| 19.                                                                                          | Magyarország                                                                                 | 0                                                                                            | 0                                                                                            | 3                                                                                            | 3        |
| 20.                                                                                          | Horvátország                                                                                 | 0                                                                                            | 0                                                                                            | 2                                                                                            | 2        |
| 21.                                                                                          | Ciprus                                                                                       | 0                                                                                            | 0                                                                                            | 1                                                                                            | 1        |
|                                                                                              | Csehország                                                                                   | 0                                                                                            | 0                                                                                            | 1                                                                                            | 1        |
|                                                                                              | Fehéroroszország                                                                             | 0                                                                                            | 0                                                                                            | 1                                                                                            | 1        |
|                                                                                              | Finnország                                                                                   | 0                                                                                            | 0                                                                                            | 1                                                                                            | 1        |
|                                                                                              | Görögország                                                                                  | 0                                                                                            | 0                                                                                            | 1                                                                                            | 1        |
|                                                                                              | Szlovénia                                                                                    | 0                                                                                            | 0                                                                                            | 1                                                                                            | 1        |
|                                                                                              | Törökország                                                                                  | 0                                                                                            | 0                                                                                            | 1                                                                                            | 1        |
|                                                                                              |                                                                                              |                                                                                              |                                                                                              |                                                                                              |          |
| Összesen                                                                                     | Összesen                                                                                     | 16                                                                                           | 16                                                                                           | 32                                                                                           | 64       |

## Férfi
| A 2015. évi nyári európai ifjúsági olimpiai fesztivál férfi érmesei cselgáncsban |                                  |                                  |                                   |
| Versenyszám                                                                      | Arany                            | Ezüst                            | Bronz                             |
| 50 kg                                                                            | Olaszország Biagio D'Angelo      | Svájc Paul Angelo Charles Ronchi | Azerbajdzsán Ibrahim Bayramli     |
| 50 kg                                                                            | Olaszország Biagio D'Angelo      | Svájc Paul Angelo Charles Ronchi | Grúzia Zurab Kakhniashvili        |
| 55 kg                                                                            | Moldova Ion Mihailov Ion         | Azerbajdzsán Karamat Huseynov    | Olaszország Luca Carlino          |
| 55 kg                                                                            | Moldova Ion Mihailov Ion         | Azerbajdzsán Karamat Huseynov    | Grúzia Temur Nozadze              |
| 60 kg                                                                            | Grúzia Robinzon Beglarishvili    | Olaszország Manuel Lombardo      | Hollandia Lars Kamphuis           |
| 60 kg                                                                            | Grúzia Robinzon Beglarishvili    | Olaszország Manuel Lombardo      | Azerbajdzsán Ismayil Ibrahimov    |
| 66 kg                                                                            | Olaszország Giovanni Esposito    | Ukrajna Hievorh Manukian         | Grúzia Bagrati Niniashvili        |
| 66 kg                                                                            | Olaszország Giovanni Esposito    | Ukrajna Hievorh Manukian         | Hollandia Joris Boes              |
| 73 kg                                                                            | Azerbajdzsán Hasil Jafarov       | Románia Razvan Adrian Ciolan     | Görögország Vasili Balampanasvili |
| 73 kg                                                                            | Azerbajdzsán Hasil Jafarov       | Románia Razvan Adrian Ciolan     | Svájc Lukas Philipp Wittwer       |
| 81 kg                                                                            | Oroszország Murad Kurbanismailov | Szlovákia Miroslav Kopis         | Magyarország Tóth Apor Imre       |
| 81 kg                                                                            | Oroszország Murad Kurbanismailov | Szlovákia Miroslav Kopis         | Hollandia Jan Reijntjens          |
| 90 kg                                                                            | Grúzia Onise Saneblidze          | Oroszország Aliumar Tumaev       | Ukrajna Oleksii Babenko           |
| 90 kg                                                                            | Grúzia Onise Saneblidze          | Oroszország Aliumar Tumaev       | Hollandia Simeon Catharina        |
| +90 kg                                                                           | Ausztria Stephan Hegyi           | Ukrajna Vladyslav Berezka        | Fehéroroszország Yahor Kukharenka |
| +90 kg                                                                           | Ausztria Stephan Hegyi           | Ukrajna Vladyslav Berezka        | Grúzia Gela Zaalishvili           |

## Női
| A 2015. évi nyári európai ifjúsági olimpiai fesztivál női érmesei cselgáncsban |                                         |                                       |                                          |
| Versenyszám                                                                    | Arany                                   | Ezüst                                 | Bronz                                    |
| 40 kg                                                                          | Azerbajdzsán Shafag Hamidova            | Oroszország Anastasiia Kuterina       | Olaszország Arianna Galliani             |
| 40 kg                                                                          | Azerbajdzsán Shafag Hamidova            | Oroszország Anastasiia Kuterina       | Ciprus Vasiliki Kourri                   |
| 44 kg                                                                          | Olaszország Sofia Petitto               | Spanyolország Laura Martinez Abelenda | Magyarország Tamási Szandra              |
| 44 kg                                                                          | Olaszország Sofia Petitto               | Spanyolország Laura Martinez Abelenda | Szlovákia Dominika Kincelova             |
| 48 kg                                                                          | Franciaország Coraline Marcus Tabellion | Németország Sarah Laura Herrmann      | Grúzia Natalia Kipshidze                 |
| 48 kg                                                                          | Franciaország Coraline Marcus Tabellion | Németország Sarah Laura Herrmann      | Szerbia Nadezda Petrovic                 |
| 52 kg                                                                          | Grúzia Mzia Beboshvili                  | Hollandia Ilse Buren                  | Oroszország Nasiba Ibragimova            |
| 52 kg                                                                          | Grúzia Mzia Beboshvili                  | Hollandia Ilse Buren                  | Törökország Irem Korkmaz                 |
| 57 kg                                                                          | Grúzia Eteri Liparteliani               | Lengyelország Anna Paula Dabrowska    | Oroszország Danna Nagucheva              |
| 57 kg                                                                          | Grúzia Eteri Liparteliani               | Lengyelország Anna Paula Dabrowska    | Finnország Emilia Kanerva                |
| 63 kg                                                                          | Szerbia Jovana Obradovic                | Ukrajna Iryna Khryashchevska          | Horvátország Lara Kliba                  |
| 63 kg                                                                          | Szerbia Jovana Obradovic                | Ukrajna Iryna Khryashchevska          | Hollandia Sanne Vermeer                  |
| 70 kg                                                                          | Olaszország Alice Bellandi              | Montenegró Jovana Pekovic             | Szlovénia Petra Opresnik                 |
| 70 kg                                                                          | Olaszország Alice Bellandi              | Montenegró Jovana Pekovic             | Horvátország Karla Prodan                |
| +70 kg                                                                         | Olaszország Annalisa Calagreti          | Izrael Raz Rozaly Hershko             | Magyarország Szigetvári Mercédesz Renáta |
| +70 kg                                                                         | Olaszország Annalisa Calagreti          | Izrael Raz Rozaly Hershko             | Csehország Marketa Paulusova             |